# Homosexualität in Ghana
Homosexualität in Ghana ist gesellschaftlich stark tabuisiert und rechtlich nur eingeschränkt toleriert. Gleichgeschlechtliche sexuelle Handlungen zwischen Männern stehen unter Strafe, während gleichgeschlechtliche Beziehungen zwischen Frauen nicht ausdrücklich gesetzlich geregelt sind. Die rechtliche Grundlage für die Kriminalisierung homosexueller Handlungen stammt aus der britischen Kolonialzeit und wurde seit der Unabhängigkeit Ghanas 1957 beibehalten. In der Gesellschaft herrscht weitgehend eine ablehnende Haltung gegenüber sexuellen und geschlechtlichen Minderheiten, die durch politische, religiöse und mediale Diskurse verstärkt wird. Der öffentliche Diskurs über LGBTQIA+-Rechte ist zunehmend von repressiven Gesetzesinitiativen geprägt, die internationale Kritik hervorgerufen haben.

## Geschichtliche Einordnung
Vor der britischen Kolonialherrschaft war das Verständnis von Geschlecht und Sexualität in den verschiedenen Gesellschaften des heutigen Ghana differenzierter als heute. Geschlechterrollen und Beziehungsformen waren eng mit lokalen Traditionen und sozialen Strukturen verknüpft.
So waren beispielsweise im 18. und 19. Jahrhundert am Hof der Aschanti männliche Diener nicht nur als Bedienstete, sondern auch als intime Gefährten von Adligen tätig. Diese Männer stammten häufig aus dem Norden des heutigen Ghana und wurden in bestimmten Fällen sogar gezielt für die Zeugung kräftiger Nachkommen eingesetzt. Nach dem Tod ihrer Herren wurden sie teilweise rituell getötet.
Bei den Nzema existierte die Praxis sogenannter agyale, gleichgeschlechtlicher Ehen zwischen erwachsenen Männern mit größerem Altersunterschied. Diese Partnerschaften beinhalteten typische Elemente heterosexueller Ehen, etwa die Zahlung eines Brautpreises und eine traditionelle Hochzeitszeremonie.
Auch bei den Nankani waren gleichgeschlechtliche Verbindungen bekannt, vor allem zwischen Frauen. Diese dienten nicht sexuellen Zwecken, sondern dem Fortbestehen der familiären Linie. Die Religionswissenschaftlerin Rose Mary Amenga-Etego interpretiert sie als kulturelle Strategie zur symbolischen Wahrung männlicher Abstammung innerhalb der Gesellschaft.
Im Glaubenssystem der Fante wurde die sexuelle Anziehung als Ausdruck der „Seelenbeschaffenheit“ gedeutet: Menschen mit einer „schweren Seele“ fühlten sich demnach zu Frauen hingezogen, jene mit einer „leichten Seele“ zu Männern, unabhängig vom biologischen Geschlecht.
Homosexualität wurde erst im Jahr 1892 strafrechtlich verfolgt, als Ghana unter britischer Kolonialherrschaft stand. Grundlage dafür war der britische Offences Against the Person Act von 1861, der in sämtlichen Kolonien des britischen Reiches eingeführt wurde und gleichgeschlechtliche sexuelle Handlungen kriminalisierte.

## Legalität
Homosexuelle Handlungen unter Männern sind in Ghana illegal, während homosexuelle Handlungen unter Frauen legal sind. Nach Kapitel 6 Artikel 105 des Strafgesetzbuchs von 1960 werden homosexuelle Handlungen unter Männern mit Gefängnisstrafen bedroht.
Am 28. Februar 2024 verabschiedete das Parlament von Ghana ein verschärftes Gesetz gegen Homosexualität, Promotion of Proper Human Sexual Rights and Ghanaian Family Values (deutsch Förderung von anständigen menschlichen sexuellen Rechten und ghanaischen Familienwerten). Es sieht Gefängnisstrafen von bis zu drei Jahren für Menschen vor, die sich als Mitglieder der LGBTQIA+-Gemeinschaft identifizieren lassen, und von bis zu fünf Jahren für die „Förderung von LGBTTQQIAAP+-Aktivitäten“. Die Unterzeichnung des Gesetzes durch Staatspräsident Nana Akufo-Addo steht noch aus, erst dann tritt es in Kraft. Kritik an dem Gesetzesvorhaben wird unter anderem von Seiten der Vereinigten Staaten, von Amnesty International, vom Hohen Kommissar der Vereinten Nationen für Menschenrechte Volker Türk und von UNAIDS geübt.
Vor der Präsidentschafts- und Parlamentswahl in Ghana 2024 sprachen sich beide führenden Präsidentschaftskandidaten, Vizepräsident Mahamudu Bawumia von der NPP und der ehemalige Präsident und Oppositionskandidat John Dramani Mahama vom NDC, für schärfere Strafen bei homosexuellen Handlungen aus. Die Wahl Anfang Dezember gewann schließlich Mahama. Am 18. Dezember 2024 wies der Oberste Gerichtshof zwei Einsprüche gegen das Anti-LGBT-Gesetz ab.

## Antidiskriminierungsgesetze
Es existiert kein Antidiskriminierungsgesetz in Ghana. Die ghanaische Verfassung kennt keinen Schutz der sexuellen Orientierung.

## Anerkennung homosexueller Partnerschaften
Eine staatliche Anerkennung von gleichgeschlechtlichen Partnerschaften besteht weder in der Form der Gleichgeschlechtlichen Ehe noch in der einer Eingetragenen Partnerschaft.

## Gesellschaftliche Situation
Eine LGBT-Organisation aus Ghana mit dem Vorsitzenden Prince MacDonald bemühte sich, die Legalisierung homosexueller Handlungen zu erreichen.